# Радзивилл, Вильгельм
Князь Фридрих Вильгельм Павел Николай Радзивилл (19 марта 1797, Берлин — 5 августа 1870, Берлин) — польский аристократ и прусский генерал пехоты, 13-й ординат Несвижский (1832—1870).

## Биография
Представитель богатейшего литовского княжеского рода Радзивиллов герба «Трубы». Старший сын князя-наместника Великого княжества Познанского Антония Генриха Радзивилла (1775—1832) и прусской принцессы Фредерики Дороты Луизы фон Гогенцоллерн (1770—1836).
В 1813—1814 годах князь Вильгельм Радзивилл в составе прусской армии участвовал в военных кампаниях против Наполеона Бонапарта, был адъютантом генерала пехоты Фридриха Вильгельма фон Бюлова. В 1816—1819 годах учился в военной академии в Берлине. В 1821 году стал командиром одного из батальонов 19-го пехотного полка, дислоцированного в Познани. Затем был переведен в резерв, в котором, несмотря на отсутствие опыта, получил повышение.
В 1847 году князь Вильгельм Радзивилл стал потомственным членом палаты прусской знати. В 1848 году не поддержал включение Великого княжества Познанского в состав Прусского королевства. В том же 1848 году вернулся в действующую армию и принял участие в датско-прусской войне за Шлезвиг. В 1848—1850 годах — комендант крепости Торгау. В 1852 году был назначен командующим 4-го прусского коруса в Магдебурге, в 1858 году командовал 3-м военным корпусом в Берлине. В 1859 году был назначен военным губернатором Бранденбурга.
1 июля 1860 года Вильгельм I назначил Вильгельма Радзивилла главным инспектором крепостей и шефом инженерного корпуса. В 1864 году пережил сердечный приступ, а в 1866 году ушел в отставку.
Патрон приходского костела в Оструве-Велькопольском. Он принимал участие в основании островской королевской гимназии. Собрал ценную коллекцию монет и медалей Польши и Великого княжества Литовского. Председатель нумизматического общества в Берлине.
Скончался 5 августа 1870 года в Берлине. Был похоронен в Антонине.

## Семья и дети
Был дважды женат.
Первый брак - 23 января 1825 года в Познани женился на княжне Елене Радзивилл (1805—1827), дочери ордината клецкого Людвика Николая Радзивилла (1773—1830) и Марианны Водзинской (ум. 1823). Дети:
- Людвика Фредерика Вильгемина (1826—1828)

Второй брак - 4 мая 1832 года в Теплице женился на чешской княгине Матильде Кристине Клари-Альдринген (1806—1896), дочери . Дети:
- Антоний Фредерик Вильгельм Август Николай (1833—1904), 14-й ординат Несвижский и 11-й ординат Клецкий, 4 детей
- Фредерика Вильгемина Людвика Елизавета (1834—1836)
- Фредерика Вильгемина Людвика Марианна Матильда (1836—1918), жена с 1867 года графа Гуго Виндиш-Грец (1823—1904), 3 детей
- Фредерика Вильгемина Александра Марианна Людовика (1838—1876), замужем не была, бездетна
- Луиза Марианна Августа Елизавета Леонтина (1839—1857), замужем не была, бездетна
- Леонтина Ванда Августа Елиза (1841—1869), замужем не была, бездетна
- Фредерик Вильгельм Януш (1843—1923), жена с 1887 года Мария Мостовская (1864—1920), брак бездетный
- Вильгельм Адам Кароль Фредерик Павел Фердинанд Генрих Людвик Август Филипп Николай (1845—1911), жена с 1873 года графиня Катарина Ржевуская (1858—1941), в разводе с 1906 года, 5 детей
- Евфимия Мария Дорота (1850—1877), жена с 1874 года графа Михаила Ржишчевского (1840—1881), 4 детей

Брат Богуслав Фредерик женился на другой дочери Карла Иосифа (1777—1831), 3-го князя Клари-Альдринген (1826—1831), и Марии Алозии Хотек (1777—1864) Леонтине-Габриэле.

## Награды
- Прусский орден Чёрного орла (15 октября 1861)
- Прусский орден Красного орла 1-й степени (10 сентября 1840)
- Прусский орден «Pour le Mérite»
- Прусский Железный крест 2-го класса
- Австрийский орден Леопольда, большой крест (21 декабря 1852)
- Ангальтский Династический орден Альбрехта Медведя (10 февраля 1855)
- Баварский орден Святого Губерта (28 июня 1825)
- Брауншвейгский орден Генриха Льва, большой крест (17 ноября 1853)
- Мальтийский крест Чести и Преданности
- Русский орден Святого Владимира 4-й степени (1814)
- Русский орден Святого Александра Невского (6 сентября 1856)[источник не указан 2316 дней]
- Русский орден Святой Анны 1-й степени (17 сентября 1843)
- Саксен-Веймарский орден Белого сокола, большой крест (18 октября 1853)
- Шведский орден Меча, рыцарь